# Erichsonella filiformis
Erichsonella filiformis är en kräftdjursart som först beskrevs av Thomas Say 1818.  Erichsonella filiformis ingår i släktet Erichsonella och familjen tånglöss. Inga underarter finns listade i Catalogue of Life.